# Ehrenpark
Koordinaten: 48° 20′ 41,5″ N, 33° 30′ 11,8″ O
Der Ehrenpark (ukrainisch парк Слави; russisch парк славы) ist der zentrale und das Stadtbild prägende Park der Stadt Schowti Wody in der ukrainischen Oblast Dnipropetrowsk.
Der „Ehrenpark“ ist ein im Zusammenhang mit dem Ausbau der Stadt und dem Bau des „Palastes der Kultur“ 1957 angelegter, etwa 20 Hektar großer Stadtpark im Zentrum von Schowti Wody und beherbergt, neben einigen Springbrunnen, einem Café und einer Fläche für Tanzveranstaltungen, die größten Sehenswürdigkeiten und die meisten Denkmäler der Stadt.
Neben seiner Funktion als innerstädtisches Aufenthalts- und Erholungsgebiet dient er der Bevölkerung der Stadt auch als Veranstaltungsort und Versammlungsort für Demonstrationen.

## Sehenswürdigkeiten

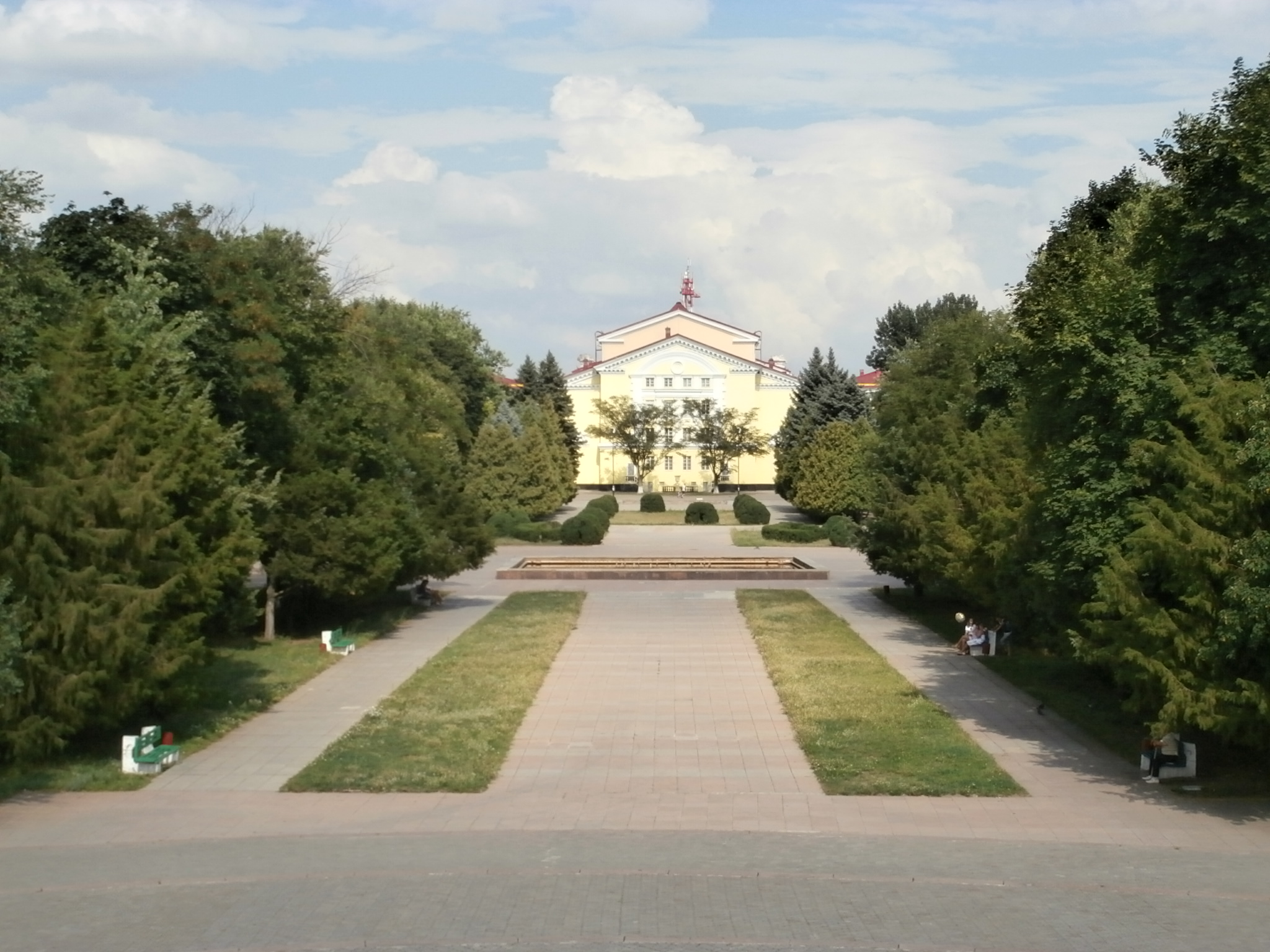
Palast der Kultur, Rückansicht

An erster Stelle zu nennen ist der „Palast der Kultur“ (oder „Zenter der Volkskultur und Freizeit“ wie er heute auch genannt wird), das am Vorabend des 40. Jahrestages der Oktoberrevolution, dem 6. November 1957 in Betrieb genommene, zentrale Gebäude für kulturelle Veranstaltungen mit unter anderem einer 720 Plätze fassenden Konzerthalle und dem Standesamt der Stadt. Der Designer des ursprünglich als „Palast der Kultur Lenin“ benannten Bauwerkes ist der russische Architekt Oleksij Mykolaiowytsch Aleksandrow. Angesichts seiner Einzigartigkeit wurde der „Palast“ 1985 in die Liste der Baudenkmäler der Oblast Dnipropetrovsk aufgenommen.
Ebenso bekannt ist das 11,5 Meter hohe „Reiterstandbild der Helden des Befreiungskrieges des ukrainischen Volkes 1648–1654“, das die drei Kosaken Bohdan Chmelnyzkyj, Iwan Bohun und Maksym Krywonis darstellt, die den Chmelnyzkyj-Aufstand gegen die Adelsrepublik Polen-Litauen anführten, dessen erste Schlacht bei Schowti Wody stattfand.
Zur Erinnerung an die gefallenen Soldaten des Großen Vaterländischen Krieges findet sich ein Denkmal und die „Ewige Flamme“ im Park, des Weiteren ein Denkmal zur Erinnerung an den Holodomor, einer Hungersnot in den Jahren 1932 und 1933, ein Denkmal zum Gedenken der getöteten Menschen durch die Nuklearkatastrophe von Tschernobyl und das 1967 eingeweihte Lenindenkmal zu Ehren des Gründers der Sowjetunion Wladimir Iljitsch Lenin. Das Lenindenkmal wurde in Folge des Regierungswechsels nach den Wirren des Euromaidan am 26. Februar 2014 mit einem Kran von seinem Sockel entfernt und in das historische Museum der Stadt verbracht.

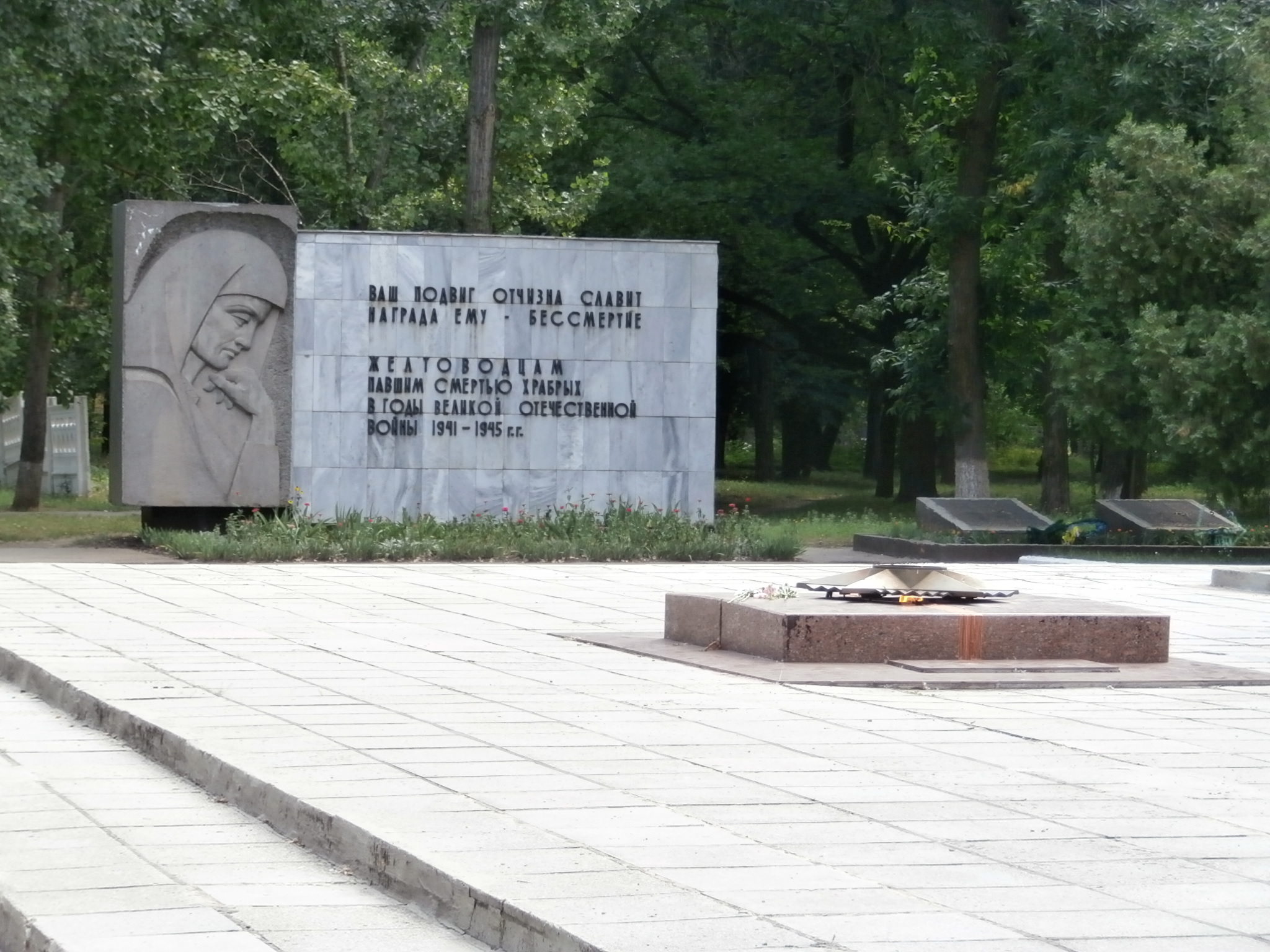
Ewige Flamme
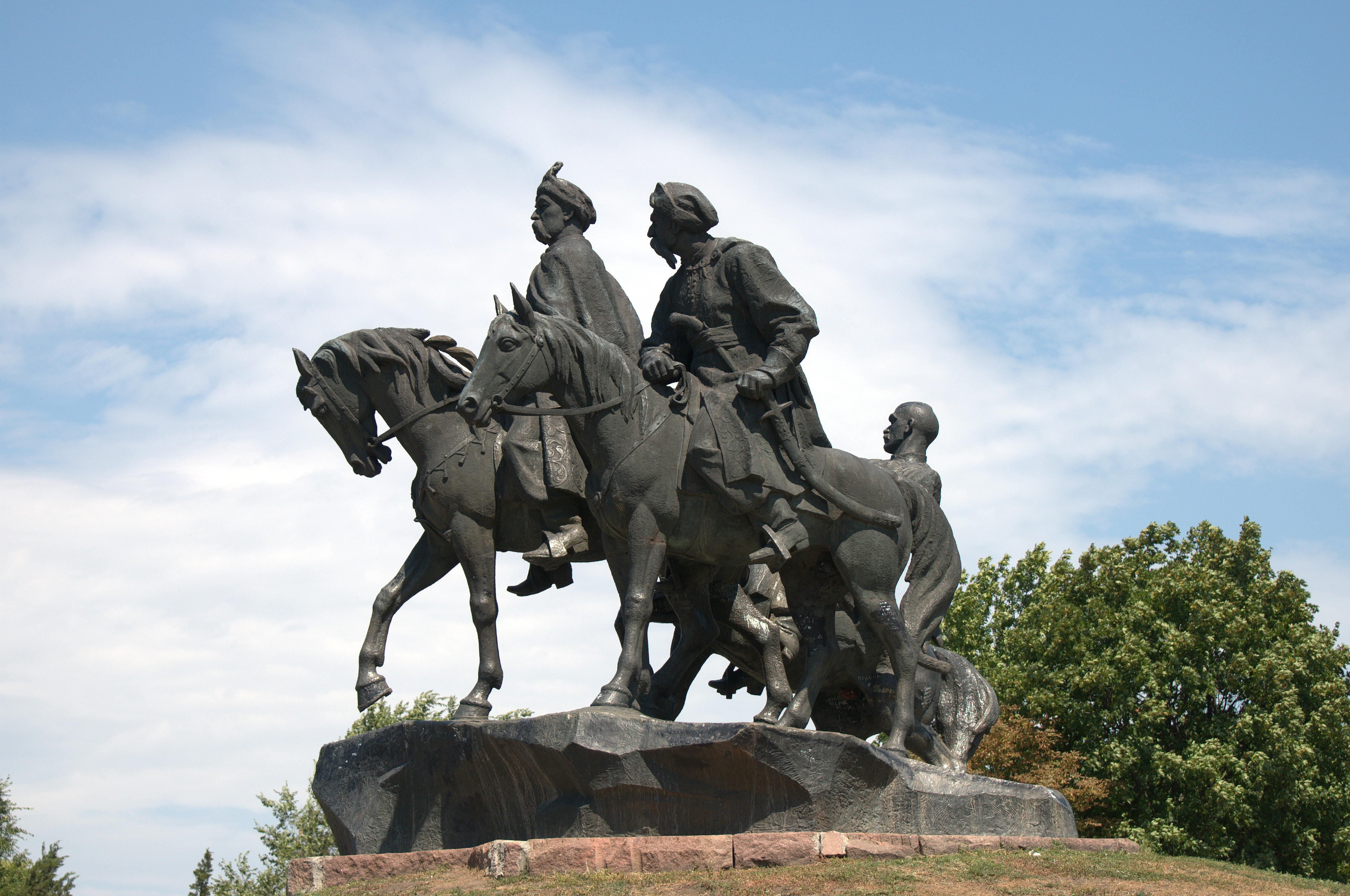
Reiterstandbild der Helden des Befreiungskrieges des ukrainischen Volkes 1648–1654